# Lasch-Bunker

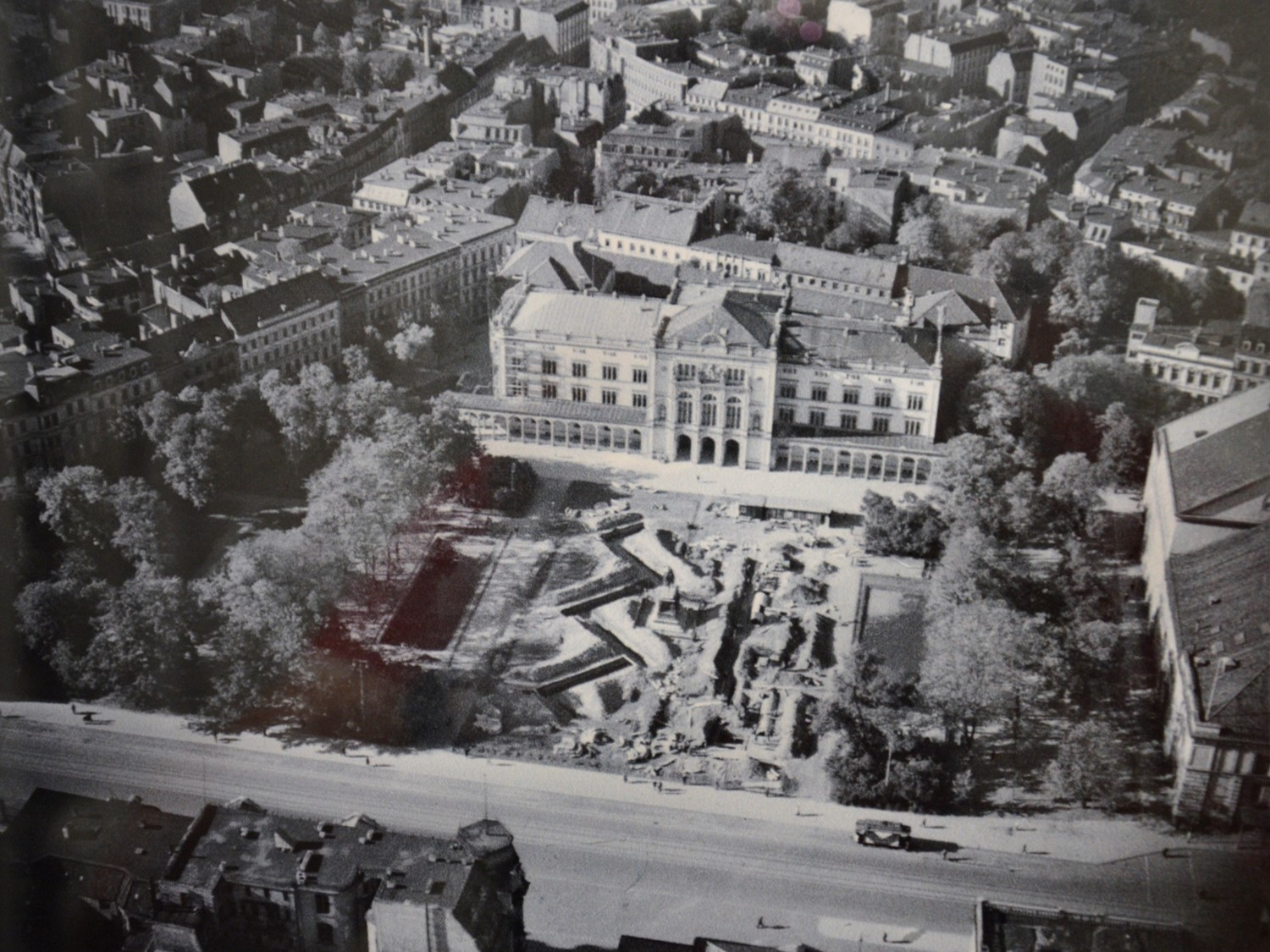
Bau des Lasch-Bunkers (1939)

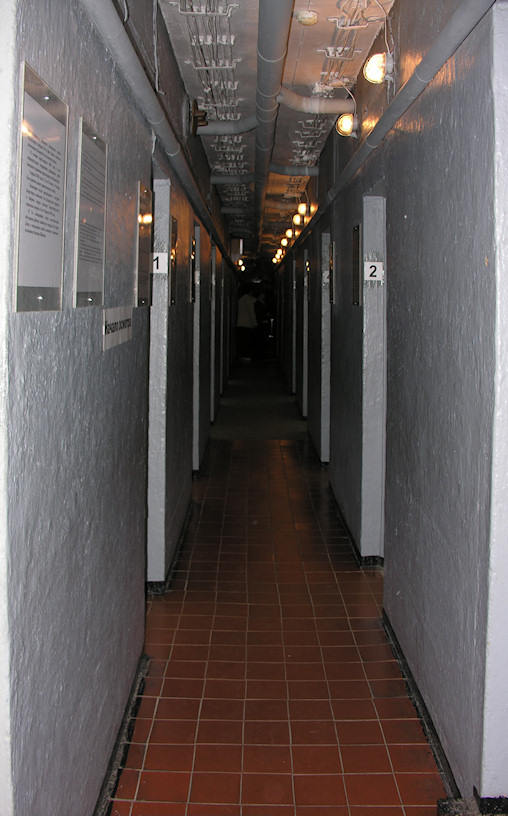
Hauptgang des Bunkers

Der Lasch-Bunker war ein militärischer Führungsbunker unter dem Paradeplatz (Königsberg).

## Bau
Die Bunkeranlage wurde im März 1939 (zusammen mit einer ähnlichen Anlage auf dem Hansaplatz) fertiggestellt. Dort befand sich vom März bis 9. April 1945 der Stab des Generals der Infanterie Otto Lasch, der die Festung Königsberg verteidigen und bis zum letzten Mann halten sollte. In diesem unterirdischen Befehlsstand leitete Lasch die aussichtslose Verteidigung von Ostpreußens Provinzialhauptstadt während der Schlacht um Königsberg vom 6. bis 9. April 1945. Der Bunker ist ein etwa 30 Meter langer unterirdischer Gang mit 21 abgehenden Räumen. Zu beiden Enden des Ganges sind Ausgänge, die auf den Paradeplatz vor der Albertina führen. Am 9. April um 21:00 Uhr wurde die Kapitulationsurkunde im Bunker unterzeichnet.
Der  Militärbunker, heute eine Außenstelle des Kaliningrader Museums für Geschichte und Kunst, ist ein historisches Denkmal aus den Zeiten des Zweiten Weltkrieges. Die Ausstellung ist den Tagen der Einnahme vom 6. bis 9. April gewidmet. In einem der 21 Bunkerräume ist das rekonstruierte Zimmer von General Lasch zu sehen, in welchem die Kapitulationsurkunde unterzeichnet wurde.